# إيدي ويليمز
إيدي ويليمز هو عالم حاسوب بلجيكي، ولد في 1962.